# Lluïsa Botet i Mundi
Lluïsa Botet i Mundi (Cassà de la Selva, 2 de febrer de 1884 - València, 1951) va ser una pintora i gravadora catalana especialitzada en retrats i escenes costumistes.

## Biografia[2]
Era filla de Rita Mundi i de Domènec Botet i Carreras, sotsinspector de sanitat militar que el 1883 va demanar un permís d'excedència de dos anys per anar destinat a Cassà de la Selva.
Va estudiar a l'Escola Politècnica de Cassà de la Selva, on va ser alumna de Pilar Vilaret i Puig, i posteriorment va ampliar la seva formació artística a l'Escola de Belles Arts de Barcelona i a la Escuela Superior de Pintura, Escultura y Grabado de Madrid (Academia de San Fernando), on va entrar per oposició. En aquesta escola va ser alumna d'Emilio Sala i d'Antonio Muñoz Degrain en pintura i de Ricardo de los Ríos en gravat. En tres anys aconseguia el títol de professora de dibuix en les especialitats de pintura i gravat i per oposició obtenia dos premis en metàl·lic i tres medalles. Igualment, consta que va ser deixebla del pintor decorador Pau Béjar, del pintor i gravador Carlos Verger i de la Escuela Especial de Pintura, Escultura y Grabado.
En fer divuit anys, el Centre Republicà de Cassà de la Selva li va comprar un retrat de Nicolás Salmerón per al seu saló biblioteca.
Es va donar a conèixer amb una exposició individual a la Sala Parés de Barcelona a finals del segle xix i va mostrar la seva obra en altres sales catalanes. El 1905 i 1906 va exposar de nou a la sala barcelonina, on en la segona mostra va presentar cinc retrats i diversos paisatges que van rebre lloances. Un any després, va comparèixer a la I Exposició de Belles Arts d'Artistes Independents que va organitzar el Círcol de Propietaris de Gràcia, a Barcelona. L'any 1908 va presentar la seva obra Gitana a l'Exposició Hispano-Francesa de Saragossa, amb la qual va rebre una menció honorífica. L'any 1910 va participar en l'Exposición Nacional de Bellas Artes de Madrid, amb dos olis, ¡Ampáranos Dios mío! i Baile gitano, un autoretrat al pastel i tres gravats. Un any més tard va exposar a la mostra Internacional de Roma i a la VI Exposició Internacional d'Art que es va fer al Palau Municipal de Belles Arts de Barcelona, on va presentar tres aiguaforts (El Jueves Santo en Cassá de la Selva, Autoretrato de Van Dyck i Busto de Viejo) i la pintura Gitanilla.
El 1912 va il·lustrar la novel·la Precocidad de Gualterio M. Seco i des del 1915 va guanyar per oposició la plaça de professora de dibuix geomètric i artístic a la Escuela de Adultas de Valencia. També a València, la van nomenar sòcia honorària del Cercle de Belles Arts. Aquell mateix any va prendre part de l'Exposició Nacional de Belles Arts de Madrid, amb un retrat.
Entre les obres de l'exposició individual que el 1917 va presentar al Cercle de Belles Arts de València hi havia un retrat del seu pare que va ser molt elogiat.
L'any 1920 va participar en la primera edició del Salón Otoñal de Artistas Independientes de Madrid, organitzat per l'Asociación de Pintores y Escultores, que es va fer al Palacio de Exposiciones del Parque del Retiro i en el qual hi exposaren moltes artistes. Aquell mateix any també va prendre part a l'Exposició Nacional de Madrid, amb l'oli El ensayo. Dos anys després tornava a participar en aquest Salón de Otoño i el 1926 va exposar en l'Exposició Nacional de Belles Arts de Madrid l'obra Goyesca.
Fora de Catalunya, va exposar amb èxit a Roma, Buenos Aires, Mèxic, Londres, Madrid i Bilbao, entre d'altres. La seva obra, ben reconeguda pel públic i pels experts, era lloada per una senzillesa aparent, amb un llenguatge sense exageracions ni convencionalismes, però amb una gran solidesa tècnica en tots els aspectes de la pintura, des de la composició i el dibuix fins a l'ús del color.
L'última noticia que es coneix de Lluïsa Botet és la seva participació en l'Exposició de Pintura de València de l'any 1936, organitzada per l'Aliança d'Intel·lectuals per a la Defensa de la Cultura. Va residir a València fins entrada la Guerra Civil.
Les seves pintures representaven temes costumistes i es va especialitzar en retrat, especialment d'infants. Va pintar un tríptic per a l'església de Caudiers de Fenollet.

## Exposicions

### Exposicions individuals
- 1906. Sala Parés, Barcelona.
- 1911. Sala Parés, Barcelona.
- 1913. Salón Iturrioz, Madrid.
- 1914. Sala Athenea, Girona.
- 1915. Círculo de Bellas Artes, Madrid.
- 1917. Cercle de Belles Arts de València.
- 1917. Acadèmia de Belles Arts de Sabadell.[14]
- 1917. Saló Sabater, Terrassa.[5]
- 1918. Salón Iturrioz, Madrid. Hi presenta el tríptic La vida de la Verge.
- 1918. Galeries Laietanes, Barcelona.[5]
- 1918. Saló Sabater, Terrassa.[5]